# Епархия Синдхудурга
Епархия Синдхудурга (лат. Dioecesis Sindhudurgiensis) — епархия Римско-Католической церкви c центром в городе Сивантвади, Индия. Епархия Сидхудурга входит в митрополию Гоа и Дамана. Кафедральным собором епархии Синдхудурга является церковь Пресвятой Девы Марии.

## История
5 июля 2005 года Римский папа Иоанн Павел II выпустил буллу Ab oriente et occidente, которой учредил епархию Синдхудурга, выделив её из епархии Пуны. В этот же день епархия Синдхудурга вошла в митрополию Бомбея.
25 ноября 2006 года епархия Синдхудурга вошла в митрополию Гоа и Дамана.

## Ординарии епархии
- епископ Anthony Alwyn Fernandes Barreto (5.07.2005 — по настоящее время).

## Источник
- Annuario Pontificio, Ватикан, 2007
- Булла Ab oriente et occidente  (лат.)